# Fundu Moldovei
Fundu Moldovei – wieś w Rumunii, w okręgu Suczawa, w gminie Fundu Moldovei. W 2011 roku liczyła 1656 mieszkańców.